# Вольная борьба на летних Олимпийских играх 1956 — до 67 кг
Соревнования по вольной борьбе в рамках Олимпийских игр 1956 года в лёгком весе (до 67 килограммов) прошли в Мельбурне с 28 ноября по 1 декабря 1956 года в «Royal Exhibition Building».
Турнир проводился по системе с начислением штрафных баллов. За чистую победу штрафные баллы не начислялись, за победу по очкам борец получал один штрафной балл, за поражение по очкам со счётом решения судей 2-1 два штрафных балла, со счётом решения судей 3-0 или чистое поражение — три штрафных балла. Борец, набравший пять штрафных баллов, из турнира выбывал. Трое оставшихся борцов выходили в финал, проводили встречи между собой. Схватка по регламенту турнира продолжалась 12 минут. Если в течение первых шести минут не было зафиксировано туше, то судьи могли определить борца, имеющего преимущество. Если преимущество никому не отдавалось, то назначалось четыре минуты борьбы в партере, при этом каждый из борцов находился внизу по две минуты (очередность определялась жребием). Если кому-то из борцов было отдано преимущество, то он имел право выбора следующих шести минут борьбы: либо в партере сверху, либо в стойке. Если по истечении четырёх минут не фиксировалась чистая победа, то оставшиеся две минуты борцы боролись в стойке.
В лёгком весе боролись 19 участников. Фаворитом сложно было кого-то назвать: многие участники имели в активе призовые места на больших международных соревнованиях, включая и Олимпийские игры. Но на этих соревнованиях взошла звезда великого иранского борца Имама Али Хабиби, для которого олимпиада стала международными дебютом. Он без осечек прошёл весь турнир, а в финале за две минуты положил на лопатки ещё одного финалиста, советского борца  Алимбега Бестаева. Он проиграл также третьему финалисту Сигэру Касахара, а тот, в свою очередь проиграл Хабиби в пятом круге.

## Призовые места
- Имам Али Хабиби (IRI)
- Сигэру Касахара (JPN)
- Алимбег Бестаев (URS)

## Первый круг
| Штрафных баллов | Участник 1               | Результат    | Участник 2               | Штрафных баллов |
| --------------- | ------------------------ | ------------ | ------------------------ | --------------- |
| 1               | Мухаммад Ашраф (PAK)     | Туше (1:52)  | О Тхэ Гэн (KOR)          | 3               |
| 0               | Марио Товар (MEX)        | Туше (5:30)  | Матео Танагин (PHI)      | 3               |
| 0               | Томми Эванс (USA)        | Туше (--)    | Джек Тэйлор (GBR)        | 3               |
| 0               | Сигэру Касахара (JPN)    | Туше (3:30)  | Давид Шумахер (AUS)      | 3               |
| 0               | Дьюла Тот (HUN)          | Туше (12:15) | Хуан Ролон (ARG)         | 3               |
| 0               | Имам Али Хабиби (IRI)    | Туше (4:35)  | Улле Андерберг (SWE)     | 3               |
| 1               | Рожер Бель (FRA)         | 2-1          | Вяйнё Хаккарайнен (FIN)  | 2               |
| 0               | Гарибальдо Ниццола (ITA) | Туше (9:30)  | Лакшми Кант Пандей (IND) | 3               |
| 1               | Адиль Гюнгёр (TUR)       | 3-0          | Георги Зайчев (BUL)      | 3               |
| 0               | Алимбег Бестаев (URS)    | Пропускал    |                          |                 |

## Второй круг
| Штрафных баллов | Участник 1               | Результат   | Участник 2               | Штрафных баллов |
| --------------- | ------------------------ | ----------- | ------------------------ | --------------- |
| 0               | Алимбег Бестаев (URS)    | Туше (3:05) | О Тхэ Гэн (KOR)          | 6               |
| 1               | Марио Товар (MEX)        | 2-1         | Мухаммад Ашраф (PAK)     | 3               |
| 4               | Джек Тэйлор (GBR)        | 3-0         | Матео Танагин (PHI)      | 6               |
| 1               | Томми Эванс (USA)        | 3-0         | Сигэру Касахара (JPN)    | 3               |
| 4               | Хуан Ролон (ARG)         | 3-0         | Давид Шумахер (AUS)      | 6               |
| 1               | Имам Али Хабиби (IRI)    | 3-0         | Дьюла Тот (HUN)          | 3               |
| 4               | Улле Андерберг (SWE)     | 2-1         | Вяйнё Хаккарайнен (FIN)¹ | 4               |
| 1               | Гарибальдо Ниццола (ITA) | 2-1         | Рожер Бель (FRA)         | 3               |
| 2               | Адиль Гюнгёр (TUR)       | 3-0         | Лакшми Кант Пандей (IND) | 6               |
| 3               | Георги Зайчев (BUL)      | Пропускал   |                          |                 |

¹ Снялся с соревнований

## Третий круг
| Штрафных баллов | Участник 1               | Результат    | Участник 2           | Штрафных баллов |
| --------------- | ------------------------ | ------------ | -------------------- | --------------- |
| 0               | Алимбег Бестаев (URS)    | Туше (5:50)  | Георги Зайчев (BUL)  | 6               |
| 4               | Мухаммад Ашраф (PAK)     | 3-0          | Джек Тэйлор (GBR)    | 7               |
| 2               | Томми Эванс (USA)        | 3-0          | Марио Товар (MEX)    | 4               |
| 3               | Сигэру Касахара (JPN)    | Туше (13:57) | Хуан Ролон (ARG)     | 7               |
| 3               | Дьюла Тот (HUN)          | Неявка       | Улле Андерберг (SWE) | 7               |
| 2               | Имам Али Хабиби (IRI)    | 3-0          | Рожер Бель (FRA)     | 6               |
| 2               | Гарибальдо Ниццола (ITA) | 2-1          | Адиль Гюнгёр (TUR)¹  | 4               |

¹ Снялся с соревнований

## Четвёртый круг
| Штрафных баллов | Участник 1            | Результат   | Участник 2               | Штрафных баллов |
| --------------- | --------------------- | ----------- | ------------------------ | --------------- |
| 0               | Алимбег Бестаев (URS) | Туше (1:21) | Мухаммад Ашраф (PAK)     | 7               |
| 3               | Сигэру Касахара (JPN) | Туше (7:55) | Марио Товар (MEX)        | 7               |
| 4               | Дьюла Тот (HUN)       | 3-0         | Томми Эванс (USA)        | 5               |
| 3               | Имам Али Хабиби (IRI) | 3-0         | Гарибальдо Ниццола (ITA) | 5               |

## Пятый круг
| Штрафных баллов | Участник 1             | Результат | Участник 2            | Штрафных баллов |
| --------------- | ---------------------- | --------- | --------------------- | --------------- |
| 1               | Алимбег Бестаев (URS)¹ | 2-1       | Дьюла Тот (HUN)       | 6               |
| 4               | Имам Али Хабиби (IRI)  | 3-0       | Сигэру Касахара (JPN) | 6               |

¹ Победил по протесту советской делегации. Но в официальном отчёте игр победителем назван Тот. Это явная опечатка, поскольку при таком исходе в финал выходил Тот, а не Касахара.

## Финал

### Встреча 1 ¹
| Штрафных баллов | Участник 1            | Результат | Участник 2            | Штрафных баллов |
| --------------- | --------------------- | --------- | --------------------- | --------------- |
|                 | Сигэру Касахара (JPN) |           | Алимбег Бестаев (URS) |                 |
|                 | Имам Али Хабиби (IRI) | Пропускал |                       |                 |

¹ Сведений об этой встрече в официальном отчёте игр не содержится. Однако она не могла не состояться по турнирной сетке, что подтверждается иными источниками , но известен лишь окончательный результат 

### Встреча 2
| Штрафных баллов | Участник 1            | Результат   | Участник 2            | Штрафных баллов |
| --------------- | --------------------- | ----------- | --------------------- | --------------- |
|                 | Имам Али Хабиби (IRI) | Туше (2:00) | Алимбег Бестаев (URS) |                 |
|                 | Сигэру Касахара (JPN) | Пропускал   |                       |                 |